# Detlef Thorith
Detlef Thorith (ur. 27 września 1942 w Koszalinie, zm. 17 lipca 2019 w Nieder-Eschbach) – wschodnioniemiecki lekkoatleta, który specjalizował się w rzucie dyskiem.
W 1972 zajął 6. miejsce w igrzyskach olimpijskich. Złoty medalista mistrzostw Europy z 1966 roku. Rekord życiowy: 64,82 (23 sierpnia 1972, Berlin).